# Amphoe Suwannaphum

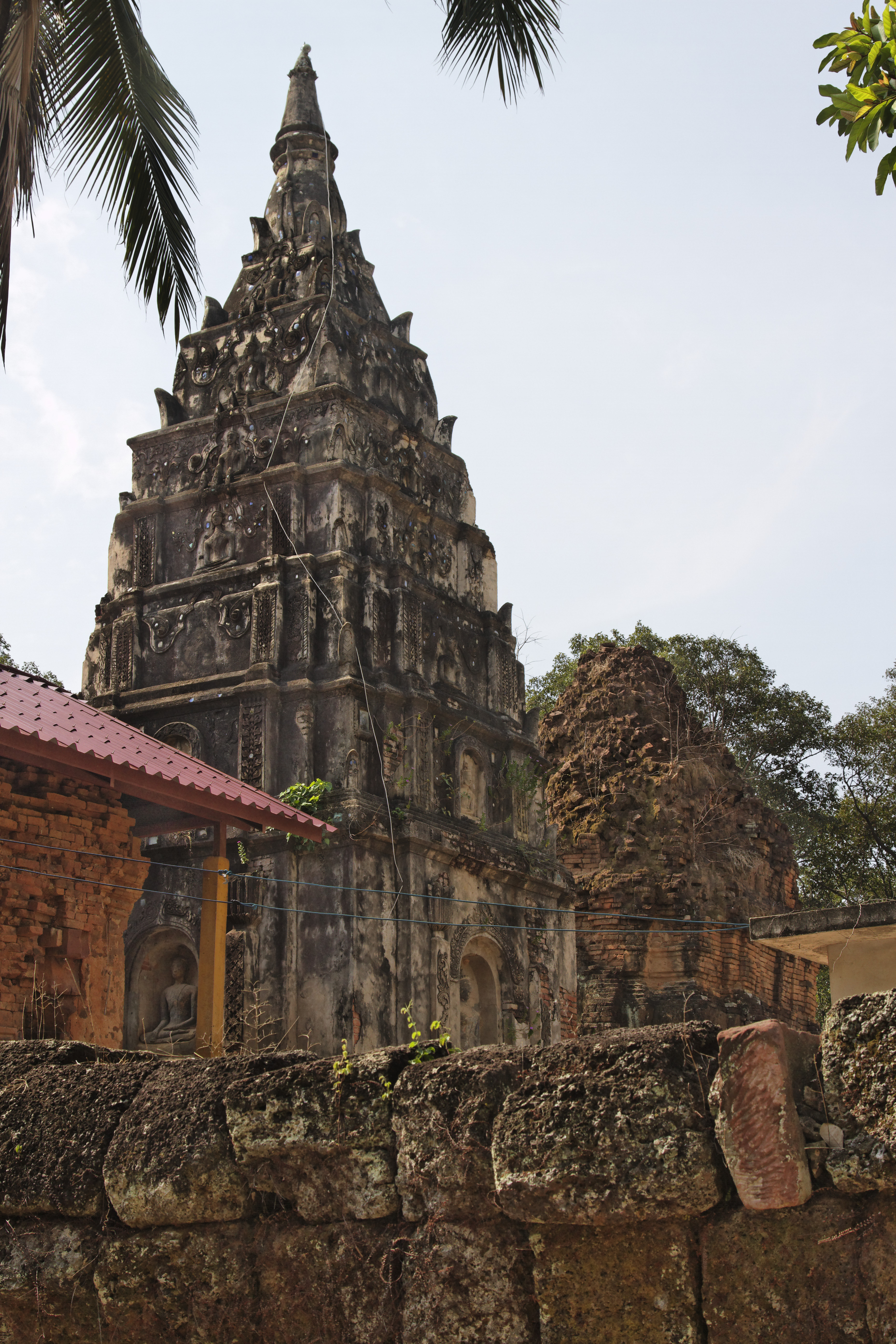
Khmer-Tempelruine Ku Phra Kona

Amphoe Suwannaphum (Thai: อำเภอ สุวรรณภูมิ) ist ein Landkreis (Amphoe – Verwaltungs-Distrikt) im Süden der Provinz Roi Et. Die Provinz Roi Et liegt in der Nordostregion von Thailand, dem so genannten Isan.

## Etymologie
Der Landkreis ist benannt nach dem sagenhaften „Goldland“ (Suwannaphum), welches in Südostasien gelegen haben soll.

## Geographie
Amphoe Suwannaphum grenzt an die folgenden Landkreise (von Westen im Uhrzeigersinn): an die Amphoe Kaset Wisai, Mueang Suang, At Samat, Phanom Phrai, Nong Hi und Moei Wadi in der Provinz Roi Et, sowie an die Amphoe Rattanaburi und Tha Tum der Provinz Surin.

## Geschichte
Im 11. Jahrhundert gehörte das Gebiet zum Einflussbereich des Khmer-Reichs von Angkor, was Ruinen im Khmer-Stil wie die Tempelanlage Ku Phra Kona dokumentieren.
Im 18. Jahrhundert wanderte ein laotischer Prinz mit seinen Gefolgsleuten von Champasak aus, um sich dann 1782 im Gebiet des heutigen Amphoe Suwannaphum niederzulassen. Auf Laotisch hieß das kleine Fürstentum damals Müang Thong, was auch „Goldstadt“ bedeutet. Es gehörte dadurch zum Einflussbereich des Königreichs Champasak. Unter Rama I. (Phra Phutthayotfa Chulalok) wurde die Provinz Roi Et dann unter die direkte Kontrolle Bangkoks gebracht.

## Verwaltungseinheiten

### Provinzverwaltung
Der Landkreis Suwannaphum ist in 15 Tambon („Unterbezirke“ oder „Gemeinden“) eingeteilt, die sich weiter in 199 Muban („Dörfer“) unterteilen.
| Nr. | Name            | Thai     | Muban | Einw.  |
| --- | --------------- | -------- | ----- | ------ |
| 1.  | Sa Khu          | สระคู     | 21    | 20.505 |
| 2.  | Dok Mai         | ดอกไม้    | 14    | 06.178 |
| 3.  | Na Yai          | นาใหญ่    | 15    | 07.936 |
| 4.  | Hin Kong        | หินกอง    | 16    | 09.312 |
| 5.  | Mueang Thung    | เมืองทุ่ง   | 08    | 05.153 |
| 6.  | Hua Thon        | หัวโทน    | 12    | 05.400 |
| 7.  | Bo Phan Khan    | บ่อพันขัน   | 09    | 04.550 |
| 8.  | Thung Luang     | ทุ่งหลวง   | 15    | 07.975 |
| 9.  | Hua Chang       | หัวช้าง    | 12    | 06.284 |
| 10. | Nam Kham        | น้ำคำ     | 16    | 09.517 |
| 11. | Huai Hin Lat    | ห้วยหินลาด | 12    | 05.549 |
| 12. | Chang Phueak    | ช้างเผือก  | 11    | 06.861 |
| 13. | Thung Kula      | ทุ่งกุลา    | 14    | 07.085 |
| 14. | Thung Si Mueang | ทุ่งศรีเมือง | 12    | 07.403 |
| 15. | Champa Khan     | จำปาขัน   | 12    | 06.730 |

### Lokalverwaltung
Es gibt sechs Kommunen mit „Kleinstadt“-Status (Thesaban Tambon) im Landkreis:
- Dok Mai (Thai: เทศบาลตำบลดอกไม้) bestehend aus dem kompletten Tambon Dok Mai.
- Hin Kong (Thai: เทศบาลตำบลหินกอง) bestehend aus dem kompletten Tambon Hin Kong.
- Thung Luang (Thai: เทศบาลตำบลทุ่งหลวง) bestehend aus dem kompletten Tambon Thung Luang.
- Thung Kula (Thai: เทศบาลตำบลทุ่งกุลา) bestehend aus dem kompletten Tambon Thung Kula.
- Champa Khan (Thai: เทศบาลตำบลจำปาขัน) bestehend aus dem kompletten Tambon Champa Khan.
- Suwannaphum (Thai: เทศบาลตำบลสุวรรณภูมิ) bestehend aus Teilen des Tambon Sa Khu.

Außerdem gibt es zehn „Tambon-Verwaltungsorganisationen“ (องค์การบริหารส่วนตำบล – Tambon Administrative Organizations, TAO):
- Sa Khu (Thai: องค์การบริหารส่วนตำบลสระคู) bestehend aus Teilen des Tambon Sa Khu.
- Na Yai (Thai: องค์การบริหารส่วนตำบลนาใหญ่) bestehend aus dem kompletten Tambon Na Yai.
- Mueang Thung (Thai: องค์การบริหารส่วนตำบลเมืองทุ่ง) bestehend aus dem kompletten Tambon Mueang Thung.
- Hua Thon (Thai: องค์การบริหารส่วนตำบลหัวโทน) bestehend aus dem kompletten Tambon Hua Thon.
- Bo Phan Khan (Thai: องค์การบริหารส่วนตำบลบ่อพันขัน) bestehend aus dem kompletten Tambon Bo Phan Khan.
- Hua Chang (Thai: องค์การบริหารส่วนตำบลหัวช้าง) bestehend aus dem kompletten Tambon Hua Chang.
- Nam Kham (Thai: องค์การบริหารส่วนตำบลน้ำคำ) bestehend aus dem kompletten Tambon Nam Kham.
- Huai Hin Lat (Thai: องค์การบริหารส่วนตำบลห้วยหินลาด) bestehend aus dem kompletten Tambon Huai Hin Lat.
- Chang Phueak (Thai: องค์การบริหารส่วนตำบลช้างเผือก) bestehend aus dem kompletten Tambon Chang Phueak.
- Thung Si Mueang (Thai: องค์การบริหารส่วนตำบลทุ่งศรีเมือง) bestehend aus dem kompletten Tambon Thung Si Mueang.